# Carolina Ståhlberg
Carolina Ståhlberg, född 12 september 1983 i Falun, är en svensk serietecknare, som tecknar manga under pseudonymen Carromic, vilket även är namnet på Ståhlbergs företag.
Hon har bland annat tecknat serien Bleckmossen Boyz i Kamratposten. Hennes bilder har ställts ut på Östasiatiska museet.